# Серра-ду-Эспиньясу
Се́рра-ду-Эспинья́су (порт. Serra do Espinhaço) — горный хребет субмеридионального простирания на востоке Бразильского плоскогорья (Бразилия, штаты Баия и Минас-Жерайс).
Горы протягиваются вдоль правобережья верхнего течения реки Сан-Франсиску на 750 км. Преобладающие высоты превышают 1000 м, высшая точка — гора Сол (2107 м). Гребни большей частью сглаженные, но отдельные выходы кварцитов образуют заострённые вершины. В южной части хребта расположено крупное месторождение железных руд (Итабира), а также месторождения марганца, алмазов, золота и др. На восточных наветренных склонах произрастают влажные тропические леса, на западе — кустарники и редколесья.
Для защиты разнообразной флоры и фауны в Серра-ду-Эспиньясу создано множество заповедных объектов, объединённых в природоохранный комплекс Эспиньясу: Алто-Жекитиньонья — Серра-ду-Кабрал.